# Victoriano de La Serna
Victoriano de la Serna y Gil  dit Victoriano de La Serna, né le 1er septembre 1910 à Sepúlveda (Espagne, province de Ségovie), mort le 22 mai 1981 à Ciudad Real (Espagne), est un matador espagnol.

## Présentation
Sa carrière, interrompue par la guerre civile espagnole et ses obligations de médecin militaire, a été courte et brillante, avec cependant une fin peu glorieuse. 
Né dans une famille aisée, « Victoriano de La Serna »  fait des études de médecine à Valladolid avant de se lancer dans la tauromachie sous la houlette de Bienvenida (le pape noir).
En 1931, c'est un novillero qui n'a toréé qu'une dizaine de corridas qui se présente à Madrid. Et pourtant il stupéfie l'aficion madrilène par sa façon de toréer à la cape. Il soulève une intense émotion sans aucun tremendisme. Il prend des risques inouïs en restant immobile, affrontant l'animal de face, ce qui lui vaudra plusieurs blessures sérieuses. Sa carrière, très courte, connaît son apogée en 1933-1934. 
En 1936, il est enrôlé dans l'armée franquiste comme médecin militaire, et jusqu'en 1940, il torée très peu ou pas du tout.

## Ses inventions à la cape
Personne n'a pu imiter ses célèbres « coups de poignets » qui lui permettaient de manier l'étoffe avec lenteur. 

« À défaut du procédé technique qui ne pouvait être repris, ses successeurs ont cherché à reproduire l'effet, la lente cadence de la passe, l'immobilité statuaire, le repli languide de l'étoffe traînant sur le sable, dans un mouvement dont la durée semble éternelle. »

Il était particulièrement brillant dans le farol, la larga cambiada et la larga serpentina. Mais il avait à la cape un style que l'on a nommé la « Véronique de La Serna », qui a disparu avec lui car elle présentait un trop grand danger.
Son retour dans le ruedo, en 1943, est catastrophique. Il essuie bronca sur bronca, mais toujours grand seigneur et méprisant du public, il se lance dans des provocations qui obligent la garde civile à intervenir, tandis que les coussins volent.

## Carrière
On ne connaît pas le détail de son classement. On sait seulement que pendant une carrière d'environ quatre à cinq ans, il a participé à 356 corridas et estoqué 513 taureaux.